# USS Luce (DD-522)
USS Luce (DD-522) là một tàu khu trục lớp Fletcher được Hải quân Hoa Kỳ chế tạo trong Chiến tranh Thế giới thứ hai. Nó là chiếc tàu chiến thứ hai của Hải quân Mỹ được đặt theo tên Chuẩn đô đốc Stephen B. Luce (1827-1917), người tham gia cuộc chiến tranh Mexico-Hoa Kỳ và cuộc Nội chiến Hoa Kỳ. Nó đã hoạt động cho đến gần hết Thế Chiến II, bị máy bay tấn công cảm tử Kamikaze Nhật Bản đánh chìm ngoài khơi Okinawa vào ngày 4 tháng 5 năm 1945. Nó được tặng thưởng năm Ngôi sao Chiến trận do thành tích phục vụ trong Thế Chiến II.

## Thiết kế và chế tạo
Luce được đặt lườn tại xưởng tàu của hãng Bethlehem Steel Co. ở Staten Island New York vào ngày 24 tháng 8 năm 1942. Nó được hạ thủy vào ngày 31 tháng 1 năm 1943; được đỡ đầu bởi bà Stephen B. Luce, Jr., cháu nội dâu của Chuẩn đô đốc Luce; và nhập biên chế vào ngày 21 tháng 6 năm 1943 dưới quyền chỉ huy của Hạm trưởng, Trung tá Hải quân D. C. Varian.

## Lịch sử hoạt động

### 1943
Luce khởi hành từ New York vào ngày 5 tháng 9 năm 1943, và sau khi viếng thăm Trinidad và San Diego trên đường đi, đã đi đến Bremerton, Washington vào ngày 28 tháng 10. Nó lại lên đường vào ngày 1 tháng 11 để đi Trân Châu Cảng, đảm nhiệm vai trò canh phòng máy bay cho tàu sân bay USS Enterprise và tiến hành thực tập tác xạ tại khu vực quần đảo Hawaii cho đến ngày 24 tháng 11.

### 1944
Sau đó, Luce đi đến đảo Adak, Alaska, và từ ngày 30 tháng 11 năm 1943 đến ngày 8 tháng 8 năm 1944 đã làm nhiệm vụ tuần tra và càn quét chống tàu ngầm ngoài khơi đảo Attu. Nhiệm vụ này bị ngắt quãng vào ngày 1 tháng 2 năm 1944, khi nó khởi hành từ vịnh Massacre, Attu để tham gia cùng Lực lượng Đặc nhiệm 94 thuộc Lực lượng Bắc Thái Bình Dương trong cuộc bắn phá Paramushiru thuộc quần đảo Kuril trong các ngày 3 và 4 tháng 2. Hoàn toàn gây bất ngờ cho đối phương, cuộc tấn công hoàn tất trong đó Luce đã phá hủy một tàu chở hàng 2000 tấn của đối phương. Nó quay trở về Attu vào ngày 4 tháng 2, tiếp nối hoạt động tuần tra. Đến ngày 13 tháng 6, nó lại cùng Lực lượng Đặc nhiệm 94 bắn phá Matsuwa, quần đảo Kurile, và đến ngày 26 tháng 6 lại tấn công Paramushiru lần thứ hai. Vào ngày 8 tháng 8, nó lên đường quay trở về San Francisco, California, và đi đến Trân Châu Cảng vào ngày 31 tháng 8.
Trong thành phần Lực lượng Đặc nhiệm 79, lực lượng tấn công phía Nam, Luce khởi hành từ đảo Manus thuộc quần đảo Admiralty vào ngày 11 tháng 10. Trong khuôn khổ Trận Leyte diễn ra từ ngày 20 đến ngày 23 tháng 10, nó tuần tra phía ngoài khu vực đổ bộ để bảo vệ phòng không cho các tàu đổ bộ LST. Từ ngày 1 tháng 11 đến ngày 12 tháng 12, nó lên đường từ Manus đến New Guinea để hộ tống và tuần tra chống tàu ngầm; và từ ngày 12 đến ngày 27 tháng 12, hỗ trợ cho các cuộc đổ bộ lên vịnh Huon, New Guinea. Vào ngày 27 tháng 12, nó lên đường hộ tống các tàu vận chuyển tham gia cuộc đổ bộ lên vịnh Lingayen.

### 1945
Luce đi đến khu vực hoạt động vào ngày 9 tháng 1 năm 1945, bảo vệ cho các tàu đổ bộ LST và tàu vận chuyển thuộc Lực lượng Đặc nhiệm 78. Nó chống trả nhiều đợt không kích của đối phương, bắn rơi một máy bay vào ngày 11 tháng 1. Cùng 40 tàu khác, nó khởi hành vào ngày 11 tháng 1, tiến vào vịnh San Pedro vào ngày 16 tháng 1. Con tàu tiếp tục tuần tra tại khu vực này cho đến ngày 25 tháng 1, khi nó lên đường cho cuộc tấn công lên khu vực San Antonio, San Felipe thuộc Luzon. Hoạt động này không bị kháng cự, và nó lên đường đi Mindoro vào ngày 30 tháng 1. Từ ngày 2 tháng 2 đến ngày 24 tháng 3, nó hộ tống các đoàn tàu vận tải tiếp liệu đi lại giữa vịnh Subic và vịnh San Pedro.
Vào ngày 24 tháng 3, Luce khởi hành từ Leyte hộ tống cho các đơn vị thuộc Lực lượng Đặc nhiệm 51, làm nhiệm vụ bắn phá Kelse Shima hỗ trợ cho cuộc đổ bộ lên Okinawa. Nó được tách khỏi nhiệm vụ này vào ngày 1 tháng 4, đảm nhiệm vai trò cột mốc radar ngoài khơi Kerama Retto. Khoảng 07 giờ 40 phút ngày 4 tháng 5, máy bay tấn công cảm tử Kamikaze được phát hiện tại khu vực lân cận Luce, và bị máy bay tiêm kích tuần tra chiến đấu đánh chặn; tuy nhiên hai máy bay đối phương lọt qua được và tấn công con tàu bên mạn trái. Luce bắn rơi được một chiếc, nhưng quả bom của nó phát nổ ngay sát con tàu làm mất điện. Không thể xoay các khẩu pháo kịp thời, nó bị chiếc kamikaze thứ hai đâm trúng phần sau tàu, làm hỏng động cơ mạn trái, ngập nước khoang động cơ và bánh lái bị kẹt. Đến 08 giờ 14 phút, nó nghiêng nặng sang mạn trái nên lệnh bỏ tàu được đưa ra. Con tàu đắm sau một vụ nổ lớn, khiến 126 người trong số 312 thành viên thủy thủ đoàn thiệt mạng.

## Phần thưởng
Luce được tặng thưởng năm Ngôi sao Chiến trận do thành tích phục vụ trong Thế Chiến II.